# باول فليمنغ
باول فليمنغ Paul Fleming (ولد في 5 أكتوبر 1609 في هارتنشتاين في زاكسن – ومات في 2 أبريل 1640 في هامبورغ) هو طبيب وشاعر ألماني. يعتبر من أهم الشعراء الألمان في عصر الباروك.

## حياته
كان باول ابن قسيس المدينة أبراهام فليمنغ فون هارتنشتاين. تلقى أولى دروسه من أبيه. درس الطب في جامعة لايبزج وأنهى دراسته بحصوله على درجة الماجستير سنة 1633. وفي عام 1629 التقى بزميله في الدراسة جيورج جلوجر، وقد ربطت بينهما صداقة استمرت حتى نهاية حياته.
ذهب فليمنغ في عام 1633 بدعوة من آدم أولياريوس إلى هولشتاين، حيث اصطحبه الدوق فريدريش فون هولشتاين-غوتورب معه في بعثته إلى روسيا. وصلت الرفقة إلى موسكو في بداية أغسطس عام 1634. وقد عاد جزء منهم إلى جوتورف في أبريل 1635, بينما ظل فليمنغ مع البقية في ريفال.
وفي أكتوبر من نفس العام سافر فليمنغ مع بعثة دوق جوتورف تحت قيادة آدم أولياريوس وأوتو بريجيمان إلى بلاد فارس. ووصلوا في أغسطس 1637 إلى أصفهان ومكثوا هناك حتى عام 1639. وفي رحلة العودة من روسيا تعرف في عام 1636 في ريفال على ثلاثة شقيقات من عائلة نيهوزن البرجوازية.
وفي قصيدته إلى إلزابه نيهوزن بعنوان «القلب الصادق يعلم» "Ein getreues Hertze wissen", يمجد قليمنج قيمة الصدق في التصور الذاتي الإنساني. وفي عام 1636 خطب فليمنغ أنا نيهوزن الشقيقة الصغرى لإلزابه.
حصل فليمنغ على الدكتوراه الفخرية في الطب عام 1640 من جامعة لايدن، وقد عزم على التوجه إلى ريفال ليستقر هناك ويعمل طبيبا. غير أنه مات في طريقه في هامبورغ عن عمر يناهز الثلاثين عاما بعد إصابته بالتهاب في الرئتين.

## روابط خارجية
- باول فليمنغ على موقع الموسوعة البريطانية (الإنجليزية)
- باول فليمنغ على موقع ميوزك برينز (الإنجليزية)
- باول فليمنغ على موقع ديسكوغز (الإنجليزية)